# Zine
-zine (von englisch magazine) ist Teil zahlreicher als Bezeichnungen von Publikationsformen dienender Kofferworte. Typischerweise handelt es sich um Publikationen in kleiner (weniger als 1000) und sehr kleiner (weniger als 100) Auflage, die von Amateuren hergestellt werden und der Kommunikation innerhalb bestimmter Gruppen und Subkulturen dienen.
Für sich stehend wird Zine als Synonym von Fanzine gebraucht, einer von Fans für Fans hergestellten Zeitschrift.
Der vorangestellte Teil kennzeichnet meist das betreffende Fandom bzw. die jeweilige Subkultur, so gibt es Horrorzines für Fans von Horrorliteratur, Punkzines für Fans von Punkmusik und Fagzines oder auch Queerzines für Publikationen aus der Schwulenszene.
Weitere Beispiele für Zine-Formen:
- Apazine, eine von Amateuren herausgegebene Zeitschrift, insbesondere im Kontext des Amateurjournalismus, abgeleitet von APA für Amateur Press Association
- E-Zine, ein Internet-Portal im Magazin-Stil
- Newszine, eine Zeitschrift mit Nachrichten über Veranstaltungen, Neuerscheinungen etc. für eine bestimmte Szene
- PBM-Zine, eine Sammlung der Auswertungen von Postspielen
- Webzine, ein im Internet veröffentlichtes Fanzine bzw. ein E-Zine

Bei den sehr zahlreichen SF-Magazinen wird – zum Beispiel in den Preiskategorien der Hugo Awards – unterschieden nach Produktionsform:
- Fanzines sind von Amateuren hergestellte, in Inhalt und Aufmachung nicht professionelle Publikationen
- Semiprozines sind von Amateuren hergestellte Publikationen mit professionellem Anspruch, äußerlich von professionellen Publikationen oft nicht zu unterscheiden, Autoren erhalten in der Regel aber kein Honorar
- Prozines sind professionell hergestellte und vertriebene Publikationen, Autoren werden honoriert